# Epilepsie
Epilepsie (Oudgrieks: ἐπιληψία: overrompeld worden) of vallende ziekte, is een aandoening waarbij bepaalde herhaaldelijke aanvallen (insulten/toevallen) plaatsvinden ten gevolge van chronische afwijkingen in de hersenschors, die leiden tot abnormale en/of gesynchroniseerde activiteit van neuronen. Niet iedereen die een aanval krijgt heeft epilepsie en niet iedereen met epilepsie heeft last van aanvallen. Epilepsieën worden vaak beschreven naargelang het type aanval dat plaatsvindt of een epilepsiesyndroom dat er aan ten grondslag ligt. De behandeling bestaat voornamelijk uit het voorschrijven van anti-epileptische medicatie. Anti-epileptica zijn per definitie anti-ictogeen: ze voorkomen aanvallen, maar kunnen epilepsie niet genezen. Chirurgie en andere alternatieve interventies worden voornamelijk toegepast wanneer een patiënt onvoldoende reageert op medicatie.

## Kenmerken
Epilepsie uit zich in veel verschillende vormen. Wat alle vormen gemeen hebben is een tijdelijke verandering of verlies van bewustzijn, met vaak ook het verlies van controle over bepaalde spieren. Soms kan iemand met epilepsie de aanval voelen aan komen. Er is dan sprake van een zogenoemd aura, wat niet hetzelfde is als een prodroom. De aura is heel persoonlijk. Sommigen ervaren een vreemde smaak in de mond, of horen, zien of ruiken iets wat een ander niet waarneemt. Anderen krijgen bijvoorbeeld een vreemd onbehaaglijk gevoel vanuit de maag of darmen of in een of meer ledematen.

## Oorzaken
Epilepsie kan aangeboren zijn of later optreden. Er is een sterke correlatie gevonden tussen schizofrenie en epilepsie: mensen met epilepsie hebben een acht keer grotere kans om schizofrenie te ontwikkelen. Mensen met schizofrenie hebben een zes keer grotere kans op epilepsie.
Soms is er een aantoonbare oorzaak (symptomatisch) maar vaak ook niet (idiopathisch). Verworven epilepsie kan door een hersenbeschadiging ontstaan, bijvoorbeeld na een geboorteletsel, na een hersenkneuzing of als gevolg van doorbloedingsstoornissen (beroerte). Andere oorzaken voor epilepsie zijn prikkeling door een hersentumor of door een hersenontsteking, maar ook een genetische afwijking (bijvoorbeeld een afwijking op het SCN1A-gen, veroorzaker van het (syndroom van Dravet,) kan de oorzaak zijn. Bij reflexepilepsie wordt de epileptische aanval opgewekt door externe prikkels, bijvoorbeeld lichtflitsen (lichtflitsgevoelige of fotosensibele epilepsie).
De diagnose van epilepsie wordt gesteld op grond van de kenmerkende verschijnselen en aan de hand van een elektro-encefalogram (EEG ofwel 'hersenfilm'), dat bij de verschillende soorten aanvallen kenmerkende stoornissen laat zien. Een MRI-scan kan epilepsie niet aantonen. Wel kan de oorzaak van epilepsie, als er epilepsie is vastgesteld, door een MRI duidelijk worden, indien er sprake is van afwijkingen in het gebied dat de epilepsie veroorzaakt. Soms kan deze oorzakelijk behandeld worden.

### Neurotransmitters
Er zijn uit wetenschappelijk onderzoek suggesties dat epileptische aanvallen veroorzaakt worden door een verstoring in de neurotransmitters. Dit zijn stoffen in de hersenen die er (mede) voor zorgen dat een hersencel 'vuurt' (een signaal doorgeeft) of juist niet 'vuurt' (geen signaal doorgeeft). De verstoring zit hem dan in het te veel of te weinig hebben van bepaalde neurotransmitters. Zogenaamde inhiberende neurotransmitters remmen de signaaldoorgave, een voorbeeld hiervan is gamma-aminoboterzuur (GABA). Exciterende neurotransmitters zoals glutaminezuur (glutamaat) zorgen ervoor dat een neuron juist wel (te veel) vuurt.
Als de verhouding van inhibiterende en exciterende neurotransmitters verkeerd is kunnen de hersenen ongecontroleerd signalen gaan doorgeven. Deze verstoring kan ontstaan tijdens de ontwikkeling van de hersenen, voor maar ook na de geboorte. Er kan een interactie zijn met hormonen, voornamelijk groeihormoon. Wanneer, bij hypopituïtarisme, de behandeling met het groeihormoon gestopt wordt na de groeifase (rond de leeftijd van 21 jaar), kan er na enkele jaren epilepsie ontstaan.

## Soorten epilepsie
Epilepsie kan grofweg worden ingedeeld in vier soorten:
1. Partiële epilepsie
2. Gegeneraliseerde epilepsie
3. Epilepsie, waarvan niet vaststaat of zij plaatsgebonden of gegeneraliseerd is
4. Speciale syndromen

### Partiële epilepsie
Bij partiële epilepsie ontstaan, door plaatselijke elektrische ontladingen (een focus of haard genoemd), verschijnselen die overeenkomen met de functie van het betreffende hersendeel. De symptomen die optreden zijn dus afhankelijk van het hersendeel. De aanval (elektrische ontladingen) kan zich uitbreiden en dan door de betrokkenheid van een ander hersendeel andere symptomen veroorzaken.
Partiële aanvallen zijn te verdelen in elementair partiële en complex partiële aanvallen. Het verschil tussen deze beide vormen is dat bij elementair partiële aanvallen géén en bij complex partiële aanvallen wel bewustzijnsveranderingen bestaan.
Elementair partiële aanvallen kunnen zich bijvoorbeeld uiten door trekkingen van een arm of een been.
Complex partiële aanvallen kunnen zich uiten in de vorm van plotseling optredende episoden met bewustzijnsstoornis en psychische verschijnselen (bijvoorbeeld schemertoestanden waarbij de patiënt kan gaan dwalen of zwerven, zonder zich daar achteraf iets van te kunnen herinneren). Ook bewegingsautomatismen kunnen voorkomen (waarbij bijvoorbeeld stereotiepe bewegingen zoals friemelen met de handen, smakkende mondbewegingen, etc. worden gemaakt).
Andere veel voorkomende symptomen zijn:
- De patiënt kan o.a. speekselvloed krijgen voorafgaande een insult/aanval.
- De aanval begint met een vreemd gevoel in de buik (epigastrische aura), een reuk- of smaak-hallucinatie of een spraakstoornis (afasie).
- Soms vertoont de patiënt tijdens de aanval voor hem vreemd, agressief, of juist zeer angstig gedrag.
- Jackson-epilepsie is een vorm van (elementaire) partiële epilepsie. Een typische Jackson-aanval begint met tintelingen in een hand. Deze begint te schokken en dit verspreidt zich over de gehele lichaamshelft.

### Gegeneraliseerde epilepsie

#### Tonisch clonisch insult
De bekendste en meeste indruk makende epileptische aanval is de gegeneraliseerde toeval, ook wel tonisch-klonische aanval of 'grand mal' genoemd. Hierbij worden plotseling alle hersencellen door de elektrische ontladingen geprikkeld. Aan zo'n aanval gaat vaak een vreemd gevoel van onwel zijn of een aura vooraf. Bij de aanval zelf verliest de patiënt het bewustzijn en ontstaat een gehele verkramping van het lichaam. Dit is de tonische fase. Hierbij kan een tongbeet voorkomen. Na enkele seconden ontstaan steeds heftiger spierschokken, de clonische fase. De ogen staan vaak open en zijn weggedraaid. Er is nogal eens incontinentie voor urine. Omdat de ademhaling even stokt door de kramp, wordt de patiënt eerst rood en daarna blauw. Dan volgt een blazende ademhaling met schuim op de mond. Na de spiertrekkingen volgt een tot 15 minuten durende bewusteloosheid, waaruit de patiënt vaak in een verwarde toestand ontwaakt. Dergelijke aanvallen kunnen elkaar soms voortdurend opvolgen, zodat het bewustzijn tussendoor in het geheel niet meer helder wordt (status epilepticus). Dit is een gevaarlijke toestand, omdat door zuurstofgebrek hersenbeschadiging kan optreden.

#### Absence
Deze vorm van epilepsie, vroeger ook 'petit mal' genoemd, wordt gekenmerkt door een vrijwel altijd korte aanval met daling van het bewustzijn. Deze aanvallen kunnen vaak zo kort van duur zijn dat ze onopgemerkt voorbijgaan. Het hoofd kan eventjes knikken, de spraak kan enkele seconden stokken en dan weer normaal verdergaan of een wezenloze blik (staren) kan de aanval kenmerken. Soms treden enkele schokken in de arm op of knippert de patiënt even met de oogleden. Ook zuig- en kauwbewegingen doen zich vaak voor.

## Epilepsie bij kinderen
Bij kinderen komt epilepsie vaak op een andere manier tot uiting dan bij volwassenen. Bij kinderen van 4 tot 12 jaar kunnen absences optreden. Dit zijn aanvallen die 5 tot 10 seconden duren waarbij het kind abrupt een activiteit stopt en ook daarna weer abrupt hervat. Het kind kan dan een wazige uitdrukking hebben, en er kunnen spierschokjes rond mond en oogleden optreden of smak-, kauw- of friemelbewegingen. Na de absence gaat het kind verder met z'n bezigheden zonder zelf iets te hebben gemerkt. Deze aanvalletjes treden vele malen per dag op. Deze vorm van epilepsie is meestal goed te behandelen en gaat ook vaak weer over binnen enkele jaren.
Veel ernstiger zijn de zogenoemde salaamkrampen, dit is een vorm van epilepsie die optreedt vanaf de leeftijd van 5 tot 6 maanden. Vaak is dan sprake van een hersenbeschadiging. Deze aanvallen bestaan uit plotselinge buig- of strekkrampen van hoofd met romp gedurende enkele seconden. Meestal treden deze krampen op in reeksen van enkele tot zeer vele krampen. De vooruitzichten zijn vaak slecht: verstandelijke handicap en ernstige epilepsie. Dit geldt ook voor het zogenoemde syndroom van Lennox-Gastaut. Dit is een vorm van epilepsie die kan optreden bij twee- tot vijfjarige kinderen met hersenbeschadiging. Aanvallen van plots verstijven van de spieren of juist verslappen van de spieren, waardoor het kind abrupt valt en zich kan verwonden.
Het syndroom van Dravet is een relatief nieuw beschreven epilepsiesyndroom. Kinderen met dit syndroom hebben veel verschillende soorten epileptische aanvallen en hebben vaak ook een ernstige verstandelijke beperking.
De epilepsie begint al heel jong, binnen enkele maanden na de geboorte. De eerste aanvallen worden vaak uitgelokt door koorts. De aanvallen kunnen lang duren, soms wel drie uur.
Koortsstuipen zijn epileptische aanvallen bij kinderen van 6 maanden tot 4 jaar, die op kunnen treden wanneer de lichaamstemperatuur plotseling sterk stijgt (koorts). Deze stuipen kunnen zich tijdens een volgende koortsperiode herhalen. De kans dat zich bij kinderen met koortsstuipen later epilepsie ontwikkelt, is iets verhoogd maar toch nog steeds niet groot. Koortsstuipen zijn in principe onschuldig, maar de oorzaak van de hoge koorts is dit niet altijd - men moet bedacht zijn op oorzaken als longontsteking of meningitis.

## Beperkingen
Sommige activiteiten zijn niet verstandig als er regelmatig epileptische aanvallen optreden. Alleen voor autorijden (rijbewijs) gelden wettelijke regels. Indien vanwege een medische situatie het rijbewijs niet meer mag worden gebruikt, kan een AM rijbewijs voor de brommer worden aangevraagd. De regels voor autorijden zijn ook sterk individueel bepaald, afhankelijk van type rijbewijs (gewoon rijbewijs of beroepschauffeur), type epilepsie en het tijdstip van optreden van aanvallen. Per persoon geldt dat andere activiteiten soms of altijd onverstandig zijn om te doen, denk aan zwemmen, duiken, skiën en gebruik van gevaarlijke machines. Hiervoor geldt altijd dat erover gedacht moet worden wat de gevolgen van een eventuele aanval zijn tijdens zo'n activiteit, en de risico's die de patiënt en zijn omgeving daarbij willen nemen.

## Behandeling

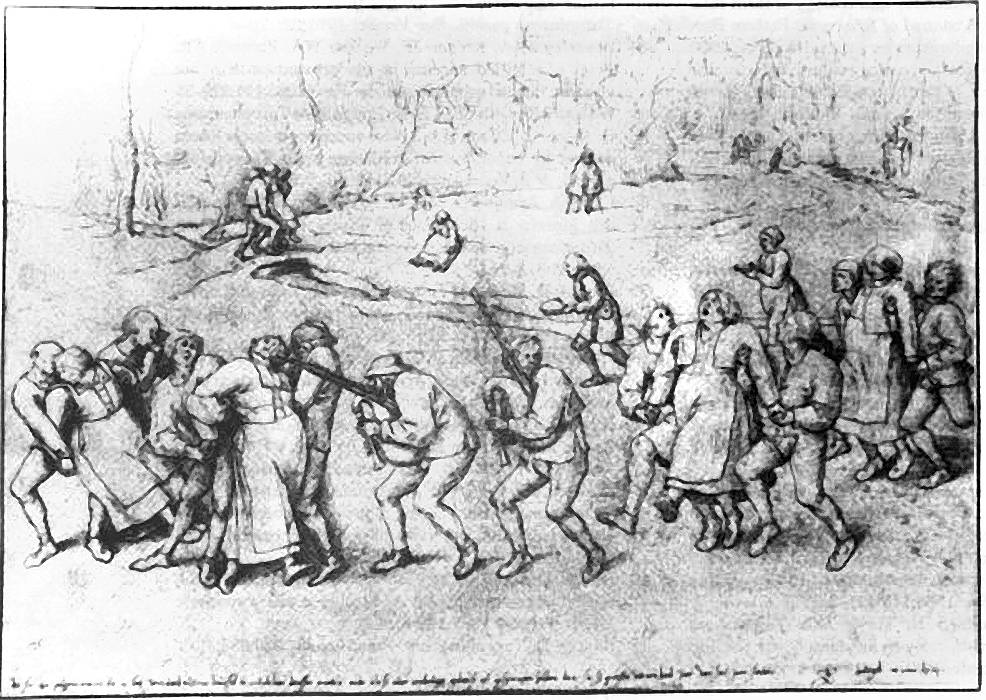
Jaarlijkse processie ter behandeling van epileptici. Lijders werden dansend de brug naar de Sint-Janskerk van Molenbeek bij Brussel over geholpen. De verwachting was dat ze daarna een jaar lang vrij zouden zijn van de 'vallende sieckte'.
(Tekening van Pieter Bruegel de Oude, 1564)

De behandeling van epilepsie bestaat voornamelijk uit geneesmiddelen die verschillende werkingsmechanismen hebben. Het te gebruiken geneesmiddel en het effect van de behandeling wisselt zeer per persoon. Sommige patiënten met epilepsie hebben baat bij een regelmatige levensstijl om ontregeling te voorkomen.
Andere mogelijke behandelingen zijn epilepsie chirurgie, nervus vagus stimulatie, deep brain stimulatie, ketogeen dieet en andere diëten.

### Medicijnen
Er zijn speciale medicijnen tegen epilepsie. Enkele voorbeelden van anti-epileptica:
- carbamazepine (Tegretol, Carbymal)
- clonazepam (Rivotril)
- diazepam (Valium, Stesolid, Diazemuls)
- felbamaat (Taloxa)
- fenobarbital (Luminal)
- fenytoïne (Diphantoine, Diphantoine Z, Epanutin, Dilantin)
- gabapentine (Neurontin)
- ketazolam (Unakalm)
- lacosamide (Vimpat)
- lamotrigine (Lamictal)
- levetiracetam (Keppra)
- lorazepam (Temesta)
- oxcarbazepine (Trileptal)
- pregabaline (Lyrica)
- primidon (Mysoline)
- topiramaat (Topamax)
- valproïnezuur (Depakine, Natrium valproaat, Convulex, Orfiril, Propymal)
- zonisamide (Zonegran)

### Chirurgie
In Nederland worden niet veel patiënten geopereerd aan epilepsie, maar het aantal stijgt wel. Er worden ongeveer 75 patiënten per jaar geopereerd om de aanvallen onder controle te krijgen. Vroeger werden operaties alleen gedaan als er geen andere mogelijkheid meer was. Het was de laatste redding. Nu weten artsen dat het ook een groot succes kan hebben en dat een operatie echt de klachten kan verminderen. Bij een hersenoperatie wordt er gezocht waar in de hersenen precies de epileptische haard ligt (dit is de plaats waar de aanval ontstaat) en of deze opereerbaar is. Als dit kan zonder ontstaan van beschadigingen in de hersenen wordt dit deel in de hersenen verwijderd zodat er geen aanvallen meer kunnen plaatsvinden.

#### Indicatie
Niet elke epilepsiepatiënt kan zomaar een operatie ondergaan.
Een operatie wordt alleen overwogen als de patiënt niet reageert op de medicijnen die worden voorgeschreven. De aanvallen blijven komen en belemmeren zijn leven. De aanvallen beïnvloeden zijn leven ernstig en kunnen de patiënt schade toe brengen in zijn leven. Er is duidelijk een gebied aan te wijzen in de hersenen waar de epileptische haard zich bevindt. Hier ontstaan de epileptische aanvallen. Het opereren kan alleen bij een partiële vorm van epilepsie. Vaak wordt er geopereerd in het gebied van de slaapkwab (temporale kwab) of de voorhoofdskwab (frontale kwab).
De chirurg moet zeker weten dat het deel waar de epilepsie ontstaat kan worden verwijderd en dat de operatie geen beschadigingen in de hersenen kan opleveren met gevolg van verlies van hersenfunctie. De operatie mag niet plaatsvinden als er kans is op verlies van geheugen, van spraak of van andere belangrijke functies van de hersenen.

#### Risico's
Chirurgisch ingrijpen is niet zonder risico, zowel bij de operatie zelf als bij de voorafgaande onderzoeken. Er is altijd kans op een hersenenbeschadiging door de operatie. Deze beschadigingen kunnen leiden tot verlammingen, problemen met de taal, geheugenproblemen of gezichtsveldproblemen.
Ook het doen van een diepte-EEG of het uitvoeren van WADA-onderzoeken brengt risico's mee. Bij de WADA-onderzoeken wordt onderzoek gedaan naar waar precies de taal- en geheugenfuncties zich in de hersenen bevinden.

## Handelingen bij een aanval
Tijdens een aanval is het belangrijkste dat de patiënt beschermd wordt tegen letsel door harde voorwerpen in de onmiddellijke nabijheid. Als de patiënt verslapt kan hij of zij in stabiele zijligging worden gelegd.
Bij patiënten van wie bekend is dat zij epilepsie hebben kan een middel voorgeschreven zijn dat na het optreden van een aanval wordt toegediend om een nieuwe aanval te voorkomen. Als een gegeneraliseerde aanval langere tijd aanhoudt, of als er meerdere aanvallen kort na elkaar plaatsvinden zonder bewustzijnsherstel, spreekt men van een status epilepticus. Indien iemand na een aanval niet tot bewustzijn komt is het nodig een ambulance te laten komen, in andere gevallen gewoonlijk niet.

### Tongbeet
Sommige patiënten bijten tijdens een aanval op tong, wang of lippen. Dit is in het algemeen niet te voorkomen. Pogingen van omstanders iets tussen de tanden te stoppen leveren risico van gebitsbeschadiging of verstikking op. Verwondingen door beten genezen meestal snel zodat ingrijpen niet noodzakelijk is.

### Bijkomen
Na een aanval duurt het gemiddeld tussen de 5 en 30 minuten voor een persoon weer tot rust is gekomen. Deze periode wordt ook wel de "postictale fase" genoemd. Bij zware aanvallen kan deze periode vele uren duren. In deze periode kan een patiënt nog last hebben van verlaagd bewustzijn of verwardheid. Om het lichaam tot rust te laten komen en een eventuele volgende aanval te voorkomen is het van belang dat de patiënt rustig aan doet en veel drinkt. Drinken kan echter pas wanneer de patiënt weer volledig bij bewustzijn is en hij het zelfstandig tot zich kan nemen.

## Genetische oorzaken van epilepsie
In enkele gevallen werd niet alleen de wijze van overerving, maar zelfs een locus voor de gemuteerde genen bepaald via stamboom en moleculair genetische onderzoeken. De onderstaande tabel geeft een overzicht. Spanningsafhankelijke ionkanalen voor natriumionen of receptoren voor neurotransmitters kunnen bijvoorbeeld worden geïdentificeerd als gemodificeerde genproducten. De term benigne geeft aan dat deze epilepsie in het algemeen geen negatieve invloed heeft op de ontwikkeling.
| Epileptische aandoening                                                                    | Vererving           | Locus                  | Gen                                 |
| ------------------------------------------------------------------------------------------ | ------------------- | ---------------------- | ----------------------------------- |
| Benigne familiaire neonatale epilepsie                                                     | autosomaal dominant | 20q 8q24               | KCNQ2 KCNQ3                         |
| Benigne infantiele neonatale epilepsie                                                     | autosomaal dominant | 19q13                  | CHRNA4                              |
| Absence-epilepsie op de kinderleeftijd                                                     | complex             | 8q24                   | CLN8                                |
| Juveniele myoclonus epilepsie                                                              | complex             | 15q4 6p                | ?CHRNA7 n.b.                        |
| Progressieve epilepsie - intellectuele achterstand-syndroom, Fins type (Noordse epilepsie) | autosomal recessief | 8p23.3                 | CLN8                                |
| Genetische epilepsie met koortsstuipen en meer (GEFS+)                                     | autosomaal dominant | 19q13                  | SCN1B                               |
| Benigne goedaardige focale epilepsie met centero-temporale pieken (Rolandische epilepsie)  | complex             | 15q14                  | n.b.                                |
| Autosomaal dominante nachtelijke frontaalkwabepilepsie                                     | autosomaal dominant | 20q13.2 15q24          | CHRNA4 ?CHRNA3/CHRNA5/CHRNA6        |
| Familiale temporalekwabepilepsie                                                           | autosomaal dominant | 10q22-q24              | LGI1                                |
| Syndroom van Dravet                                                                        | autosomaal dominant | 2q24.3                 | SCN1A                               |
| Ziekte van Lafora (Progressieve myoclonus epilepsie type 2)                                | autosomal recessief | 6q24 6p22              | EPM2A EPM2B                         |
| Syndroom van Doose (Myoclonisch-astatische epilepsie)                                      | polygeen            | 3p25.3 15q26.1 10q23.2 | SLC6A1 GABRG2 SCN1A NBEA CHD2 AP2M1 |

Bovendien kan epilepsie ook voorkomen bij ziekten die gebaseerd zijn op een verandering in de genetische samenstelling, maar waarbij de epileptische aandoening slechts een symptoom van de ziekte is. Voorbeelden hiervan zijn tubereuze sclerose of het syndroom van Angelman.